# Cine Dunas
Cine Dunas foi uma sala de cinema de rua localizada na cidade brasileira de Rio Grande, no estado do Rio Grande do Sul. Inaugurada em 1 de janeiro de 2005, estava localizada no Balneário Cassino, em um prédio histórico.[carece de fontes?] A sala possuía capacidade para 120 pessoas. Os filmes de estreia foram Kill Bill Vol. 2, do diretor Quentin Tarantino, e o filme brasileiro infantil O Grilo Feliz.[carece de fontes?]

## Cine Dunas Cidade
Em 25 de agosto de 2008, o Cine Dunas abriu uma filial no centro da cidade, também com uma única sala para 150 pessoas. O filme de estréia foi O Banheiro do Papa, coprodução brasilo-uruguaio-francesa. A filial esteve aberta até 2014, quando a direção do cinema decidiu se focar no Cassino, devido aos altos custos de digitalização da sala.

## Encerramento das atividades
Em 2 de maio de 2021, o cinema encerrou suas atividades, após 16 anos de operação. O cinema estava fechado desde 18 de março de 2020, devido à pandemia de COVID-19 e passava por dificuldades financeiras devido à forte concorrência com os cinemas situados em shopping centers e as plataformas de streaming, e que foram agravadas pela pandemia.